# Sierra de los Cuchumatanes

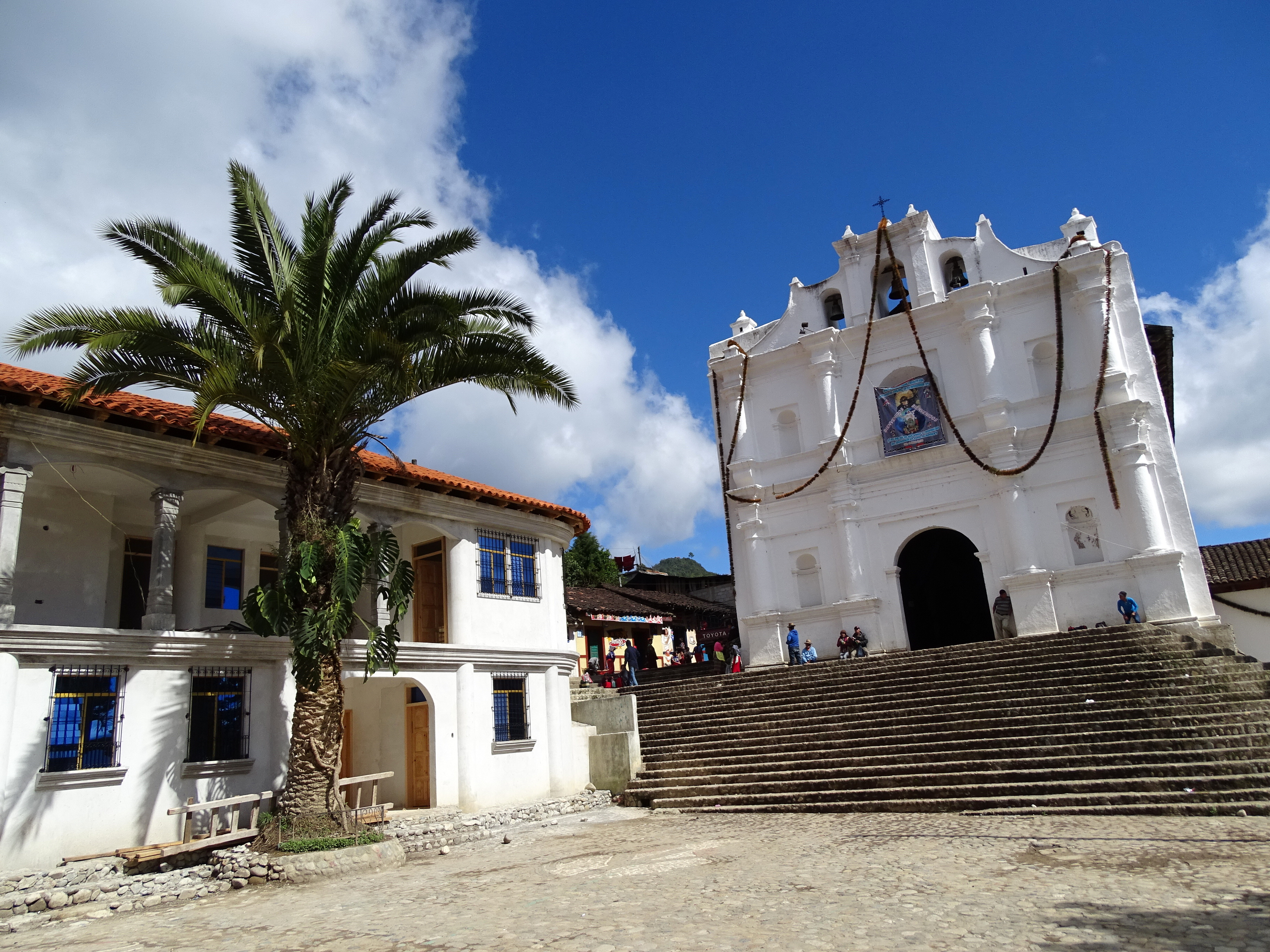
San Gaspar Chajul – Viele größere Orte besitzen eine kolonialzeitliche Kirche.

Die Sierra de los Cuchumatanes (auch Cordillera de los Cuchumatanes oder kurz Los Cuchumatanes genannt) ist ein Gebirgszug im Nordwesten Guatemalas, die im weiteren Sinne zur Sierra Madre de Chiapas gerechnet wird. Cuchumatan bedeutet in der Sprache der Mam so viel wie „mit der höheren Kraft vereinen“ (cucuj matan). Die höchsten Gipfel sind der Cerro de los Cuervos 3837 m und La Torre 3828 m.
Die Sierra gilt als Wiege der Maya, die hier ursprünglich eine kleine Sprachgemeinschaft bildeten, um 1500 v. u. Z. jedoch in mehreren Schüben nach Norden und Osten migrierten und in der Folge eine der bedeutendsten mesoamerikanischen Kulturen aufbauten.

## Geologie
Die Cuchumatanes sind ein nichtvulkanisches Kalkgebirge, dessen Inneres durch etliche Längs- und Querbrüche zerteilt ist. Zahlreiche Meeresfossilien belegen, dass es vor Millionen von Jahren aus dem Meer gehoben wurde. Von drei Vulkanen der Sierra Madre abgesehen (Tajumulco, Tacaná, Acatenango) sind die bis zu 3837 m hohen Berge die höchsten in ganz Zentralamerika. Etwa 1500 km² liegen in Höhen von über 3000 Metern. Die Täler und Hochflächen sind oft verkarstet und trocken. An Rohstoffen gibt es Gold, Silber, Blei und Zink. Der in der Kolonialzeit stark forcierte Abbau ist heute fast zum Erliegen gekommen.

## Lage
Mittelamerika als Festlandsbrücke zwischen dem nord- und dem südamerikanischen Kontinent wird von Hochgebirgsketten durchzogen – den so genannten Kordilleren. Die am  Isthmus von Tehuantepec in Mexiko beginnende Sierra Madre de Chiapas zieht sich von Nordwesten nach Südosten durch den Süden Guatemalas bis nach El Salvador. Noch in Mexiko, nahe der Grenze zu Guatemala, zweigt von der Küstenkette der Sierra Madre de Chiapas eine markante Gebirgskette nach Osten ab, die durch drei Durchbruchstäler gegliedert ist: Östlich des Gebirgsdurchbruchs des Río Cuilco folgen zunächst die Montañas Peña Blanca (3520 m), darauf das tiefe Tal des Río Selegua, und östlich von diesem die Sierra de los Cuchumatanes, die von West nach Ost eine Ausdehnung von knapp 140 km und von Nord nach Süd eine Ausdehnung von etwa 100 km hat. Im Nordwesten schließt, jenseits der Grenze zu Mexiko, das Hochland von Chiapas (auch Chiapas-Plateau) an. Im Osten wird die Sierra de los Cuchumatanes durch die Schlucht des Río Chixoy (Río Negro) von der Sierra de Chamá (auch Montañas de la Verapaz = „Verapaz-Berge“) abgetrennt. Diese setzt sich nördlich des Izabal-Sees in der Sierra de Santa Cruz fort. Südlich der Sierra de Chamá und parallel zu ihr liegt die Sierra de las Minas, die sich weiter östlich in den Mico-Bergen bis zur Karibik-Küste Izabals fortsetzt. Das von den  Montañas Peña Blanca und den Cuchumatanes im Westen bis zur Karibik verlaufende Kordillerensystem wird neben der südlich gelegenen Hauptkette der Sierra Madre oft als zweites zusammenhängendes Gebirge Guatemalas angesehen.
Die Cuchumatanes werden im Westen und Südwesten durch den Río Selegua begrenzt und im Südosten und Osten durch den Río Chixoy. Der Norden der Cuchumatanes fällt von den Montañas Culuxquén, den Montañas Tzucaná und dem Cerro Bisís allmählich zum nördlichen Tiefland hin ab und ist teilweise von tropischem Regenwald geprägt. Der nordwestliche Teil der Cuchumatanes liegt im Departamento Huehuetenango, der etwas niedrigere östliche Teil ist im Departamento El Quiché.

## Tourismus
Ausgangspunkt für Fahrten in die Cuchumatanes ist in der Regel die Stadt Huehuetenango. Von hier aus führt die Nationalstraße 9N über Chiantla in den durchschnittlich knapp 3000 m hoch gelegenen Parque Nacional Los Cuchumatanes. Bekannteste Attraktion in diesem Gebiet ist die abgelegene Kleinstadt Todos Santos Cuchumatán. Zu Allerheiligen findet hier ein traditionsreiches Pferderennen statt. Noch besser als in Todos Santos lässt sich die traditionelle Lebensweise der Bergbevölkerung in von Touristen weniger besuchten Orten wie San Juan Ixcoy, San Pedro Soloma oder in der Umgebung von Santa María Nebaj beobachten. Die südlich der Cuchumatanes von Huehuetenango nach Cobán verlaufende Straße führt durch die Orte Aguacatán, Sacapulas, Cunén und Uspatán, welche sich alle als Ausgangspunkt für Touren in die Cuchumatanes eignen. Die von Huehuetenango durch das Selegua-Tal nach La Mesilla (mexikanische Grenze) führende Interamericana ist in diesem Abschnitt für ihren außergewöhnlichen landschaftlichen Reiz bekannt.